# 丁鹤年
丁鹤年（1335年—1424年），字鹤年（一字永庚），以字行，号友鹤山人，回回人，元朝末年明朝初年诗人，以孝行闻于世，入明后隐居不仕，事迹见诸《丁孝子传》、《高士传》、《明史》等。

## 家庭背景
丁鹤年的家族为西域巨贾，在元世祖忽必烈朝迁入中原。丁鹤年的曾祖父阿老丁及其弟弟乌马儿“当世祖皇帝徇地西土（指借道吐蕃征大理），军饷不继，遂杖策军门，尽以其资归焉”，二人大概自此成为了忽必烈的家奴。乌马儿因战功升任河州属吐蕃宣慰使、甘肃行中书左丞。由于阿老丁年事已高，忽必烈赏赐府邸安置大都（今北京），授予朝请大夫的闲职。阿老丁的长子、丁鹤年的祖父苫思丁则成为忽必烈嫡长孙晋王甘麻剌的侍从，官至江西临江路达鲁花赤。
苫思丁的儿子、丁鹤年的父亲职马禄丁最初见到社会动荡，不愿意做官，而是出于伊斯兰教教义——“五功”之一的“施舍”，散尽家财接济贫苦百姓，直到40岁才在临江县出任主簿，后为武昌县达鲁花赤，为官清廉、不事权贵，被罢官后因百姓恳求留在武昌。职马禄丁有五子一女，丁鹤年为最小的儿子，丁鹤年的四位兄长中三位进士及第，其中二兄烈瞻与三兄爱理沙均留名史册，但长兄和四兄并没有留下记载，丁鶴年的姐姐丁月娥以才女著称。职马禄丁的正妻可能是杭州词人赛景初的姑母，赛景初的父亲则是江浙行省平章，而丁鹤年和丁月娥的生母则可能是汉人。:1-9

## 生平

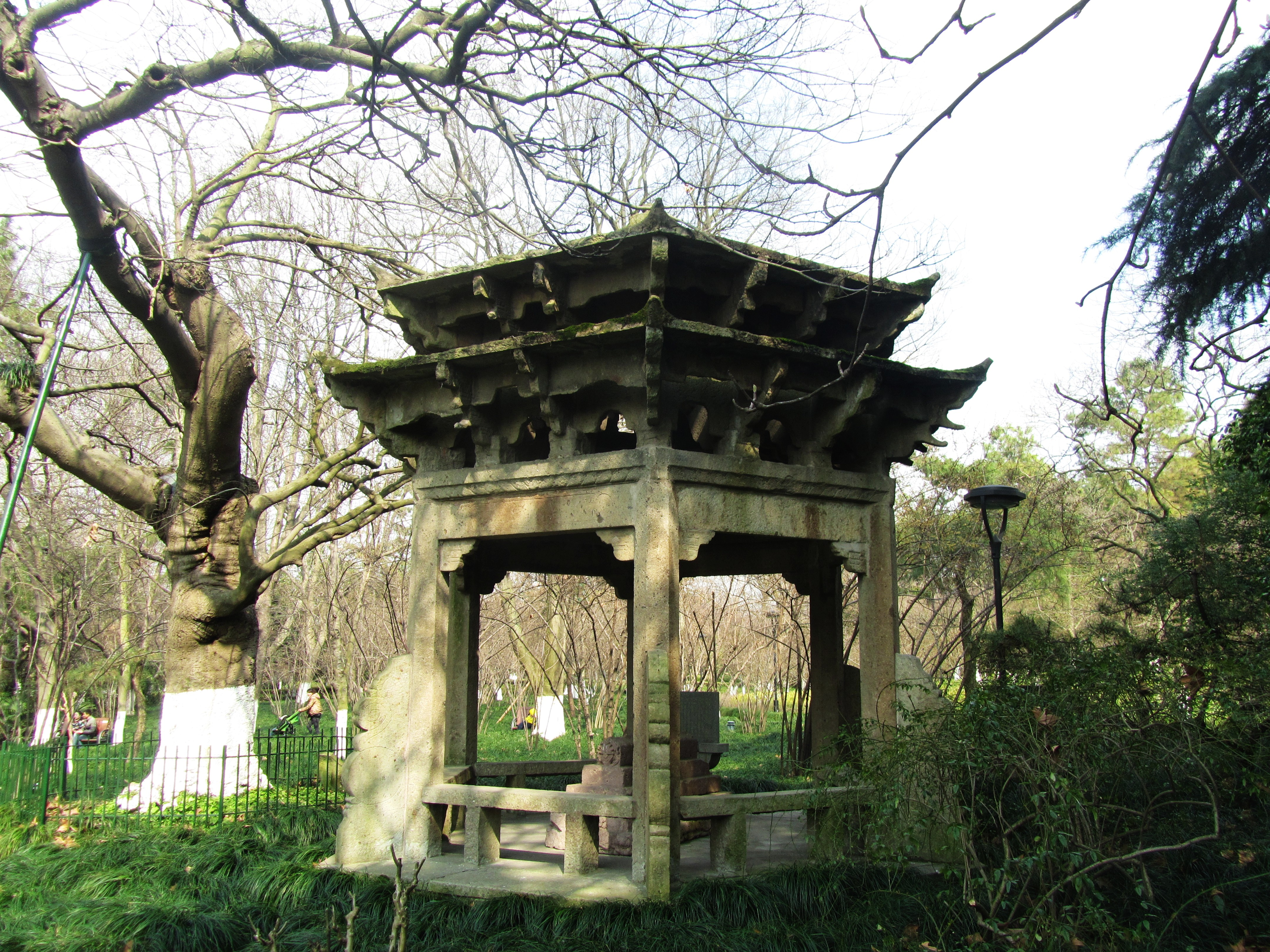
杭州丁鹤年墓亭

元元统三年（1335年），丁鹤年出生于武昌县。丁鹤年从小由母亲冯氏和姐姐丁月娥亲自教导，长大后父亲将其送到武昌的南湖书院就读。由于丁鹤年成绩优异，父亲曾打算将其送到元上都附近的桓州（今内蒙古四郎城遗址）承袭恩荫，但丁鹤年有志于文学而不愿意做官，且按照元制庶出子女不能荫序。至正六年（1346年），丁鹤年的父亲去世，由于家中兄长皆在外地做官不能赶回、姐姐也已经出嫁，因此只能由12岁的丁鹤年操办葬礼，丁鹤年则改用汉人礼仪守孝三年，并且将家产全部分给兄长。丁鹤年17岁从学于来武昌讲学的豫章学者周怀孝，周怀孝曾希望带丁鹤年到豫章并将自己的女儿嫁给丁鹤年，但丁鹤年因为想要赡养母亲、不愿意离家跟随老师而拒绝婚约。此后一年，徐寿辉所统领的红巾军攻陷武昌，在战乱中丁鹤年将生母安置在城郊，自己带着色目人出身的嫡母逃往镇江、投奔伯父，此后潜居镇江直到嫡母过世。
丁鹤年在镇江隐居10年直到嫡母过世，又听闻武昌生母病逝、父冢被毁，悲痛不已，在安葬完嫡母之后就只身投奔在浙东做官的从兄吉雅谟丁（汉名马元德）。在浙东当地长官都极力鼓动丁鹤年做官，但丁鹤年一心想要钻研文学，只是陪着从兄四处宦游。至正二十年（1360年）陈友谅攻破芜湖，丁鹤年的姐姐丁月娥不愿意家人受辱，携女投江自尽，丁鹤年亲自到芜湖为姐姐收尸安葬。不久后，吉雅谟丁死于昌国县（今浙江舟山）任，丁鹤年因失去了经济来源，又不愿意受人施舍，隆冬时节仍然衣衫褴褛。当时方国珍割据浙东沿海，丁鹤年作为色目人不得不“转徙逃匿，为童子师，或寄僧舍，卖浆自给”。至正二十七年（1367年）朱元璋平定方国珍部，次年明朝建立、元朝灭亡，丁鹤年则从昌国渡海至浃口（即甬江口）定居，居名“海巢”，以教授诗书和医药为生。
入明以后，虽然朱元璋下诏各地举荐隐逸，并且允诺平等对待蒙古、色目人才，但丁鹤年仍然心念旧朝，不愿意做官，潜心于出世的佛学。丁鹤年的好友戴良就因为屡次征召不受被指忤逆，最终在南京家中自裁，如此肃杀的政治氛围也令丁鹤年不愿意出仕。洪武十二年（1379年）丁鹤年因孝感梦，回到武昌安葬父母，将父母合葬在武昌樊山，次年回到宁波。由于丁鹤年的传记大多是在生前所作，因此晚年去向比较模糊，主要以武昌和杭州为主。丁鹤年在武昌有樊山和南湖两处住所，与杨士奇有过结交，并且以及就藩武昌的楚王一系关系密切，楚藩还在其死后为其出版诗集。另外也有传说称丁鹤年在永乐年间到北京创建了鹤年堂。丁鹤年在晚年也有比较长的一段时间定居在杭州，曾经“代杭城父老”作《送周侍郎定江浙赋税还大都》，乾隆《钱塘县志》称其在杭州皈依伊斯兰教，“晚习天方法”。关于他的归葬地，存在两种说法，一种是在武昌去世归葬在父亲墓畔，另外一种则是在杭州归葬先人阿老丁墓畔。:27-40杭州今存丁鹤年墓亭，在柳浪闻莺公园内。

## 延伸阅读
[在维基数据编辑]
 在维基文库阅读此作者作品
 《明史卷二百八十五》，出自《明史》

### 引用
1. 1 2 3  刘迎胜. . 刘迎胜  (编).  第二十六辑. 上海: 上海古籍出版社. 2014: 1–19. ISBN 978-7532556793.
2. 1 2 3 4  王颋. . . 上海: 上海人民出版社. 2008. ISBN 9787208079410.
3. ↑  宋传水; 袁成毅 (编). . . 杭州: 杭州出版社. 2004  [2024-01-29]. ISBN 9787806336434. （原始内容存档于2024-01-29）.
4. 1 2  姚文杰.  (硕士论文论文). 北京师范大学. 2011-06-08  [2024-01-29]. （原始内容存档于2024-01-29）.
5. ↑  丁生俊. . 银川: 宁夏人民出版社. 1982.
6. 1 2  王忠阁. . 民族文学研究. 2008.
7. ↑  湖滨管理处. . 杭州网. 2020-06-09  [2024-01-29]. （原始内容存档于2024-01-29）.